# La Gonterie-Boulouneix
La Gonterie-Boulouneix korábbi község Franciaországban, Dordogne megyében. Lakosainak száma 253 fő (2018. január 1.). La Gonterie-Boulouneix Saint-Crépin-de-Richemont, Saint-Félix-de-Bourdeilles, Brantôme-en-Périgord, Paussac-et-Saint-Vivien, Léguillac-de-Cercles és Saint-Julien-de-Bourdeilles községekkel határos.
2019. január 1-jén öt másik korábbi községgel együtt Brantôme en Périgord-hoz csatolták és az új község része lett.

## Népesség
A település népességének változása:
| Lakosok száma | 222  | 214  | 237  | 234  | 240  | 245  | 251  | 252  | 249  | 253  |
|               | 1968 | 1975 | 1982 | 1999 | 2006 | 2011 | 2013 | 2016 | 2017 | 2018 |